# Nasîhat
Il nasîhat o nasîhatnâme (in turco ottomano: نصيحت نامه, Naṣīḥat-nāme, trad. Libro dei consigli) fu un genere letterario di guida per i sultani ottomani, simile allo specchio per i principi. Si basa su una varietà di fonti storiche e religiose e fu influenzato dai governi degli imperi precedenti come i turchi selgiuchidi o i mongoli, nonché dalla storia musulmana antica e dagli eventi dell'epoca.

## Storia
Il nasîhatnâme divenne comune nel XVI secolo ma si sviluppò su opere precedenti come il Kutadgu Bilig (Scienza che dispensa la felicità o Scienza dei re), scritto nel 1070 da Yusuf Has Hacip. Le prime influenze includono la letteratura inşa dell'epoca abbaside. Alcuni fanno riferimento ad Alessandro Magno.
Tuttavia, i nasîhatnâme sono diversi dai Chronographia bizantini ed erano scritti per un pubblico differente.
I nasîhatnâme furono persino commissionati da aspiranti al governo ottomano, incluso, in un caso, dal fanariota Alexandros Skarlatou Kallimaki, il probabile padre di Skarlatos Voyvodas Alexandrou Kallimaki.
Nel XVII secolo, un'idea di declino imperiale iniziò a influenzare il contenuto di questi testi; tuttavia più che sostenere un ritorno a un'età dell'oro (quella di Solimano il Magnifico) evidenziavano i problemi sistemici specifici nell'impero, inclusi il nepotismo, le rivolte, le sconfitte militari e i giannizzeri corrotti.

## Contenuto
I nasîhatnâme in genere affermano una chiara ragione morale per cui vengono scritti e presentati ai leader indipendentemente che fossero la pietà, la moralità, o la realpolitik.

## Esempi

### Precursori
- Nasihat al-Muluk (نصيحةالملوك) (letteralmente "consigli per i governanti") di al-Ghazali
- Kabusnama, (قابوسنامه) di Keykavus bin İskender
- Siyasetname (سياستنامه)  (Libro del Governo), di Nizam al-Mulk, scritto per ordine dell'imperatore selgiuchide Malik Shah I.
- Ahlak-ı Nasıri (اخلاق ناصرى) (Etica di Nasir) di Nasiruddin Tusi
- Çahar Makala (Quattro discorsi) di Nizamuddin Arudi
- Kitab Nasihat al-Mulk, di Al-Mawardi
- Aklhaq i Muhsini di Hussain Vaiz Kashifi (composto in persiano AH 900/AD 1495), (Pregi della beneficenza)[11]
- Al-Muqaddimah, di ibn Khaldun
- Le biografie di uomini illustri di ibn Zafar as-Siqilli

### Testi Nasîhatnâme
- Tarih-i Ebü'l-Feth (Storia del padre della conquista), di Tursun Bey[12]
- Destan ve Tevarih-i Müluk-i Al-i Osman Archiviato il 17 maggio 2017 in Internet Archive., di Ahmedi[13]
- L'Asafname ("Specchio per i governanti"), di Lütfi Pasha
- Selatin di Nushatü (Consigli ai sultani), di Gelibolulu Mustafa Ali
- Ravżatu'l-Ḥüseyn fī ḫulāṣati aḫbāri'l-ḫāfiḳeyn, di Mustafa Naima
- Hirzü'l-Mülûk (Incantesimi dei sultani), scritto in forma anonima
- Usûlü'l-hikem fi Nizâmi'l-âlem (I principi di saggezza per l'ordine del mondo), di Hasan Kâfî el-Akhisarî
- Habnâme (Libro dei sogni), di Veysi.[7]
- Kitâb-i Müstetâb (Bel libro), anonimo.
- Risale, Koci Bey
- Veliyüddin Telhisleri
- Kanûnnâme-i sultânî li Aziz Efendi ; l'identità dell'autore, Aziz Efendi, non è chiara.
- Kitâbu mesâlihi'l-müslimîn ve menâfi'i'l-müminîn, anonimo.
- Düsturü'l-Amel li-Islahi'l-Halel, di Katip Çelebi
- Telhisü'l-beyan fi kavanin-i al-i Osman, di Hezarfan Hüseyin Efendi, che scrisse anche il libro di storia Tenkîh-i Tevârih-i Mülûk